# غوران كاراتشيتش
غوران كاراتشيتش هو لاعب كرة قدم بوسني في مركز حراسة المرمى، ولد في 18 أغسطس 1996 في موستار في البوسنة والهرسك. لعب مع أضنة سبور.

## وصلات خارجية
- غوران كاراتشيتش على موقع الاتحاد الأوربي (الإنجليزية)
- غوران كاراتشيتش على موقع اتحاد تركيا (لاعب) (الإنجليزية)
- غوران كاراتشيتش على موقع قاعدة بيانات كرة القدم.إي يو (الإنجليزية)
- غوران كاراتشيتش على موقع Soccerway.com (الإنجليزية)
- غوران كاراتشيتش على موقع عالم كرة القدم.نت (الإنجليزية)
- غوران كاراتشيتش على موقع AS.com (الإسبانية)